# 弗拉基米尔·福克
弗拉基米尔·亚历山德罗维奇·福克（俄語：Влади́мир Алекса́ндрович Фок，1898年12月22日—1974年12月27日），苏联物理学家，对量子力学和量子电动力学做出了奠基性的工作。 

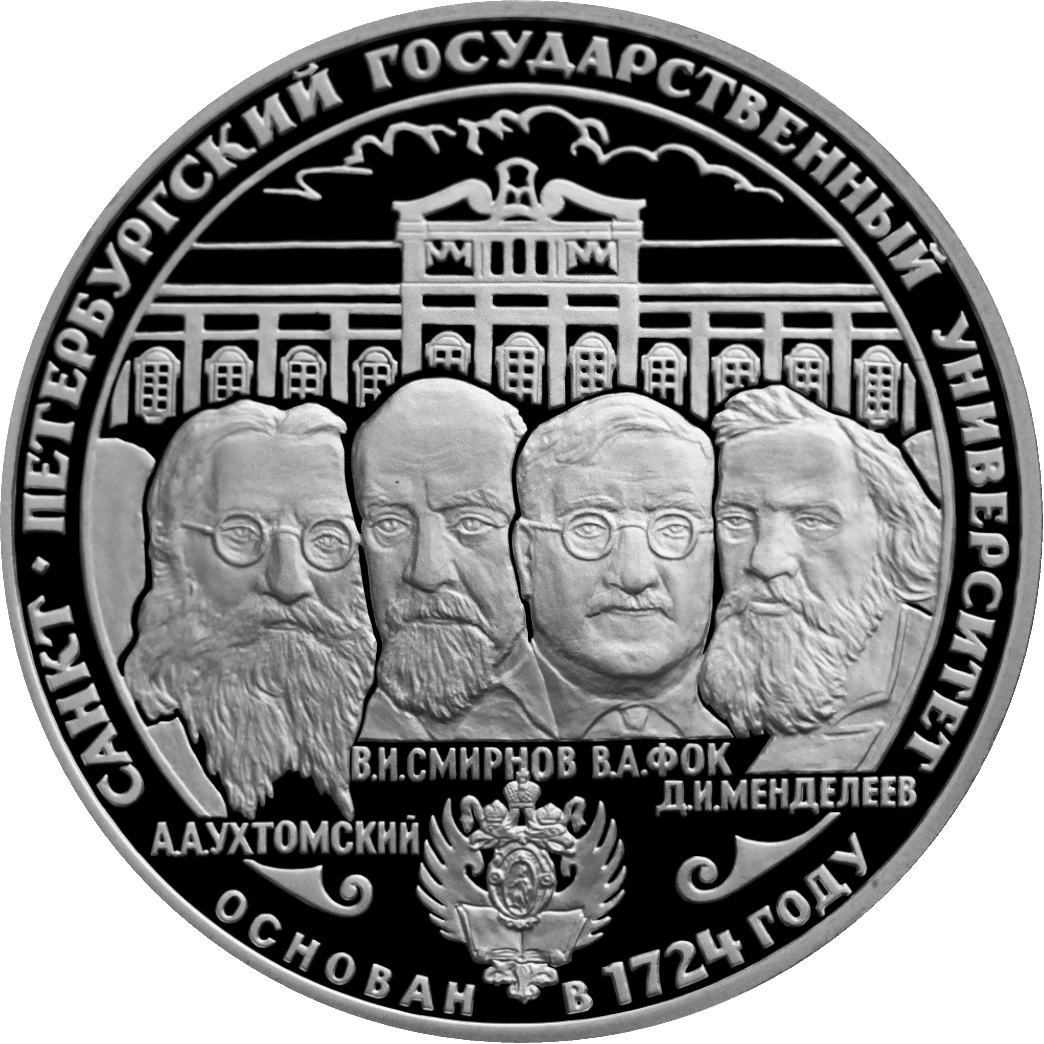
刻有福克的纪念硬币（左数第三个）